# Vedi di non morire
(Peter Brown)
Vedi di non morire (Beat the Reaper) è il romanzo d'esordio di Josh Bazell, pubblicato nel 2009.
Il libro vede protagonista il personaggio di Peter Brown, un ex sicario al servizio della mafia che, una volta entrato nel programma protezione testimoni, ha cambiato identità ed è diventato un medico d'ospedale, ma che finisce per ritrovarsi ancora alle prese con la sua vecchia vita.
Scritto da Bazell durante il suo praticantato come dottore, il romanzo è stato un successo mondiale tradotto in 32 lingue, portando alla ribalta l'autore come uno dei nomi più interessanti della letteratura americana contemporanea. La casa di produzione New Regency Productions ne ha acquisito i diritti per trarne una adattamento cinematografico, e l'attore Leonardo DiCaprio si è detto interessato a co-produrre il film e ad interpretare il ruolo di Peter Brown.
Nel 2012 Bazell ha pubblicato A tuo rischio e pericolo, il secondo romanzo che vede protagonista il dottor Peter Brown.

## Trama
L'adolescente Peter Brown, dopo aver sanguinosamente vendicato l'assassinio dei nonni, entra a far parte della famiglia mafiosa dei Locano. Il boss dei Locano, David, tratta inizialmente Peter come un figlio, ma con il tempo lo introduce nel mondo del crimine e finisce con il trasformarlo in un killer di professione.
Stanco di vivere nell'illegalità e nella violenza, Peter decide di chiudere definitivamente con il crimine, anche a seguito di un forte conflitto con Adam Locano (detto Skinflick), figlio di David. Per sfuggire alla vendetta dei Locano, Peter aderisce al programma protezione testimoni dell'FBI, scegliendo di studiare medicina per intraprendere la carriera di medico.
Conclusi gli studi, Peter inizia così a lavorare nell'ospedale "Manhattan Catholic", ma qui viene riconosciuto dal mafioso Nicholas LoBrutto, ricoverato per un grave tumore. LoBrutto promette a Peter di non rivelare ai Locano la sua nuova identità, a patto che convinca un noto e bizzoso chirurgo a operarlo. Inoltre, LoBrutto avvisa Peter che se dovesse morire sotto i ferri, ha già organizzato tutto affinché i Locano riescano a localizzarlo.
Purtroppo per Peter l'intervento non riesce nel migliore dei modi e i sicari della mafia, con in testa Skinflick, non tardano a raggiungere l'ospedale per farlo fuori. Lo scontro è durissimo ma, sebbene con molte ferite, Peter riesce a uccidere tutti i sicari. È chiaro che Peter non potrà più lavorare al "Manhattan Catholic" e che, anzi, dovrà trasferirsi molto lontano, ma non ha dubbi sul fatto di voler continuare con la sua carriera di medico.

## Edizioni
- Josh Bazell, Vedi di non morire, traduzione di Luca Conti, I ed., collana Stile Libero Big, Einaudi, 2009,  p. 314, ISBN 978-88-06-19558-8.